# Copa de Gales 2016-17
La Copa de Gales 2016-17 (conocida como JD Welsh Cup por ser patrocinada por JD Sports) fue la edición número 130 de la Copa de Gales. El torneo empezó el 19 de agosto de 2016 con la primera ronda preliminar y terminará el 30 de abril de 2017 con la final. The New Saints es el campeón defensor.

## Formato
Todo el torneo se jugará por eliminación directa a partido único, se incluirá prórroga y penales de ser necesario. El campeón se clasificará para la primera ronda previa de la Liga Europa 2017-18

## Segunda ronda
Previamente a la segunda ronda se jugaron la primera ronda preliminar, la segunda ronda preliminar, la primera ronda. Los partidos se jugaron los días 4 y 5 de noviembre de 2016.
| Local                | Resultado | Visitante              | Fecha          |
| -------------------- | --------- | ---------------------- | -------------- |
| Afan Lido            | 1 − 0     | Pontardawe Town        | 4 de noviembre |
| Taff's Well          | 2 − 3     | Llanelli Town          | 4 de noviembre |
| Mold Alexandra       | 2 − 4 Pr  | Guilsfield             | 5 de noviembre |
| Llangefni Town       | 4 − 4 P   | Caernarfon Town        | 5 de noviembre |
| Hawarden Rangers     | 1 − 4     | Prestatyn Town         | 5 de noviembre |
| Buckley Town         | 1 − 6     | Corwen                 | 5 de noviembre |
| Holywell Town        | 6 − 0     | Llanrhaeadr y Mochnant | 5 de noviembre |
| Penrhyncoch          | 3 − 0     | Ruthin Town            | 5 de noviembre |
| Porthmadog           | P 2 − 2   | Gresford Athletic      | 5 de noviembre |
| Mynydd Llandegai     | 0 − 3     | Greenfield             | 5 de noviembre |
| Flint Town United    | 3 − 4     | Llanfair United        | 5 de noviembre |
| Holyhead Hotspur     | 2 − 1     | Llanrug United         | 5 de noviembre |
| Rhayader Town        | 1 − 2     | Goytre                 | 5 de noviembre |
| Haverfordwest County | 3 − 2     | Undy Athletic          | 5 de noviembre |
| Llantwit Major       | 1 − 0     | Llandrindod Wells      | 5 de noviembre |
| Treowen Stars        | 1 − 2     | Ton Pentre             | 5 de noviembre |
| Trefelin             | 0 − 1 Pr  | Goytre United          | 5 de noviembre |
| Ynysygerwyn          | 7 − 3     | Monmouth Town          | 5 de noviembre |
| Barry Town United    | 0 − 3     | Pen-y-Bont             | 5 de noviembre |
| Caldicot Town        | 2 − 0     | Cwmamman United        | 5 de noviembre |

## Tercera ronda
El sorteo de la tercera ronda se realizó el 7 de noviembre de 2016 y los partidos se jugaron el 2, 3 y 10 de diciembre de 2016.
| Local                   | Resultado | Visitante        | Fecha           |
| ----------------------- | --------- | ---------------- | --------------- |
| Llanelli Town           | 5 − 1     | Ynysgerwn        | 2 de diciembre  |
| Llanfair United         | 1 − 0     | Corwen           | 3 de diciembre  |
| Greenfield              | 0 − 3     | Guilsfield       | 3 de diciembre  |
| Aberystwyth Town        | 2 − 0     | Holywell         | 3 de diciembre  |
| Haverfordwest County    | 1 − 0     | Afan Lido        | 3 de diciembre  |
| Caernarfon Town         | 3 − 1     | Carmarthen Town  | 3 de diciembre  |
| Llandudno               | 0 − 2     | Goytre           | 3 de diciembre  |
| Newtown                 | 0 − 3     | The New Saints   | 3 de diciembre  |
| Metropolitan University | 4 − 0     | Porthmadog       | 3 de diciembre  |
| Connah's Quay           | 3 − 2     | Goytre United    | 3 de diciembre  |
| Bala Town               | 6 − 1     | Caldicot Town    | 3 de diciembre  |
| Rhyl                    | 6 − 0     | Penrhyncoch      | 3 de diciembre  |
| Prestatyn Town          | Pr 2 − 1  | Holyhead Hotspur | 3 de diciembre  |
| Penybont                | 4 − 1     | Airbus UK        | 3 de diciembre  |
| Cefn Druids             | 2 − 0     | Llantwit Major   | 10 de diciembre |
| Ton Pentre              | 0 − 2     | Bangor City      | 10 de diciembre |

## Cuarta ronda
Los partidos de cuarta ronda se jugarán el 28 de enero de 2017.
| Local                | Resultado    | Visitante               | Fecha       |
| -------------------- | ------------ | ----------------------- | ----------- |
| Aberystwyth Town     | 1 − 5        | Prestatyn Town          | 28 de enero |
| Bala Town            | (pró.) 4 − 1 | Penybont                | 28 de enero |
| Caernarfon Town      | (pró.) 3 − 2 | Rhyl                    | 28 de enero |
| Guilsfield           | 4 − 2        | Metropolitan University | 28 de enero |
| Haverfordwest County | 1 − 5        | Connah's Quay           | 28 de enero |
| Llanfair United      | 4 − 1        | Cefn Druids             | 28 de enero |
| Bangor City          | 4 − 0        | Goytre                  | 28 de enero |
| The New Saints       | 7 − 0        | Llanelli Town           | 28 de enero |

## Cuartos de final
Los partidos de los cuartos de final se jugaron el 25 de febrero de 2017.
| Local           | Resultado            | Visitante       | Fecha         | Estadio                            |
| --------------- | -------------------- | --------------- | ------------- | ---------------------------------- |
| Llanfair United | 0 − 7                | Caernarfon Town | 25 de febrero | Mount Field Stadium                |
| The New Saints  | (pró.) 2 − 1         | Bangor City     | 25 de febrero | Park Hall Stadium                  |
| Guilsfield      | 0 − 3                | Bala Town       | 25 de febrero | Guilsfield Community Centre Ground |
| Prestatyn Town  | 2 − 2 (3 − 4) (pen.) | Connah's Quay   | 25 de febrero | Bastion Road                       |

## Semifinales
Los partidos de las semifinales se jugaron el 1 de abril de 2017.
| Local           | Resultado | Visitante      | Fecha      | Estadio                 |
| --------------- | --------- | -------------- | ---------- | ----------------------- |
| Connah's Quay   | 0 − 3     | The New Saints | 1 de abril | The Book People Stadium |
| Caernarfon Town | 1 − 3     | Bala Town      | 1 de abril | Corbett Sports Stadium  |

## Final
La final se jugará el 30 de abril en el The Book People Stadium, estadio del Bala Town. 
| Local     | Resultado | Visitante      | Fecha       | Estadio                 |
| --------- | --------- | -------------- | ----------- | ----------------------- |
| Bala Town | −         | The New Saints | 30 de abril | The Book People Stadium |